# Лайош Чордаш
Лайош Чордаш (угор. Csordás Lajos, 26 жовтня 1932, Будапешт — 5 квітня 1968, Будапешт) — угорський футболіст, що грав на позиції нападника, зокрема, за клуб «Вашаш», а також національну збірну Угорщини. По завершенні ігрової кар'єри — тренер.
Олімпійський чемпіон Гельсінкі. Триразовий чемпіон Угорщини. Володар кубка Угорщини. Чотириразовий володар Кубка Мітропи. Чемпіон Угорщини (як тренер).

## Клубна кар'єра
У футболі дебютував 1950 року виступами за команду «Вашаш», в якій провів дванадцять сезонів, взявши участь у 226 матчах чемпіонату.  У складі «Вашаша» був одним з головних бомбардирів команди, маючи середню результативність на рівні 0,46 голу за гру першості. За цей час тричі виграв титул чемпіона Угорщини, здобув Кубок Угорщини та чотири рази вигравав Кубок Мітропи.
Завершив професійну ігрову кар'єру у клубі «Чепель», за команду якого виступав протягом 1962—1963 років.

## Виступи за збірну
1952 року дебютував в офіційних матчах у складі національної збірної Угорщини. Протягом кар'єри у національній команді провів у її формі 19 матчів, забивши 8 голів.
У складі збірної був учасником  футбольного турніру на Олімпійських іграх 1952 року у Гельсінкі, здобувши того року титул олімпійського чемпіона.
Був присутній в заявці збірної на чемпіонаті світу 1954 року у Швейцарії, але на поле не виходив. Здобув звання віце-чемпіона світу. 

## Кар'єра тренера
Розпочав тренерську кар'єру невдовзі по завершенні кар'єри гравця, 1966 року, очоливши тренерський штаб клубу «Вашаш». В цьому ж році привів «Вашаш» до титулу чемпіона Угорщини.
Останнім місцем тренерської роботи був клуб «Будафокі», головним тренером команди якого Лайош Чордаш був протягом 1968 року.
Помер від серцевого нападу 5 квітня 1968 року на 36-му році життя у місті Будапешт.

## Титули і досягнення

### Як гравець
- Олімпійський чемпіон (1): 1952
- Віце-чемпіон світу: 1954
- Чемпіон Угорщини (3):

«Вашаш»: 1957, 1960—1961, 1961—1962
- Володар кубка Угорщини (1):

«Вашаш»: 1955
- Володар Кубка Мітропи (4):

«Вашаш»: 1956, 1957, 1960, 1962

### Як тренер
- Чемпіон Угорщини (1):

«Вашаш»: 1966